# Всероссийский Ленинский коммунистический союз молодёжи
Всероссийский Ленинский Коммунистический союз молодёжи (ВЛКСМ) - официально действующая молодёжно-политическая организация, позиционирующая себя как прямой наследник Всесоюзного комсомола. Создана в 2010 году, по инициативе членов общественной организации Коммунисты России. На 2021 год организация насчитывала около 3000 человек из 48 регионов.
Первый секретарь Центрального Комитета ВЛКСМ - И.А.Рудашевская.

## Программа ВЛКСМ
ВЛКСМ объединяет молодых граждан страны, от 14 до 30 лет, которые разделяют коммунистические идеалы и считают социализм единственной моделью развития, с помощью которой, на их взгляд, Российская Федерация сможет преодолеть системный кризис в экономике, в социальной и политической сфере, и стать в полной мере самостоятельным, процветающим государством. . Деятельность организации сочетает в себе пять основных принципов:
- любовь к своей Родине
- социалистический путь развития страны
- чувство товарищества и братства
- дружба народов
- прогрессивность и современность.

## ВЛКСМ
ВЛКСМ был образован путём преобразования из СКМ РФ под руководством К.А.Жукова, поддержавшего решения альтернативного пленума КПРФ в 2004 году. Согласно Уставу ВЛКСМ, с поправками, принятыми III Съездом ВЛКСМ в 2014 году, организация поддерживает и разделяет программу партии Коммунисты России.
На I (учредительном) Съезде ВЛКСМ первым секретарём Ленинского комсомола избран Александр Подзоров.
Высший руководящий орган ВЛКСМ — Съезд, созываемый не реже одного раза в пять лет. Постоянно действующим руководящим органом ВЛКСМ является Центральный комитет ВЛКСМ.
Основу ВЛКСМ составляют первичные организации ВЛКСМ, руководящим органом которых является общее собрание. Они создаются по территориальному принципу, то есть по месту жительства, учёбы или работы.
В члены ВЛКСМ может быть принят гражданин в возрасте от 14 до 30 лет. В руководящие органы ВЛКСМ избираются только граждане, достигшие 18 лет.
В федеральную сеть входят 48 региональных организаций.
Организация издаёт газету "Новая Комсомолка".

## Участие в выборах
В 2018 году на выборах президента России, ВЛКСМ поддержал Максима Сурайкина, набравшего без малого 500 тысяч голосов. Во время проведения выборов депутатов Государственной Думы в 2021 году активисты ВЛКСМ принимали участие в дебатах на Центральном телевидении, а также баллотировались в качестве кандидатов. Несколько десятков комсомольцев занимают различные должности в представительных органах власти.

## Сотрудничество с другими организациями
ВЛКСМ сотрудничает с молодёжным движением АНТИКАП, а также с организацией Атеисты России, в ряде регионов с партией Другая Россия. Входит в Национальный Совет молодёжных и детских организаций России
ВЛКСМ принимал участие в организации и проведении ВФМС 2017

## Значимые акции
В 2015 году комсомольцы и коммунисты Липецка коллективно сдали кровь для детей Новороссии. Инициировал акцию руководитель местных комсомольцев, Александр Трофимов
В 2017 особый резонанс дала установка эскиза памятника И.В.Сталину в центре Москвы, по инициативе Чермена Хугаева, председателя ЦКРК ВЛКСМ. Под эгидой ВЛКСМ в Рязани, в 2021 году состоялся концерт "Красное лето". В Ярославле комсомольцы "похоронили" троллейбусное депо, после его закрытия. Работу со СМИ по данной акции вёл член Центрального Комитета ВЛКСМ, Михаил Буриков.